# Henri Béghin
Pour les articles homonymes, voir Henri Béghin (1873-1944) et Béghin.
Henri Béghin, né le 16 septembre 1876 à Lille et mort le 22 février 1969 à Paris, est un universitaire mécanicien français.

## Biographie

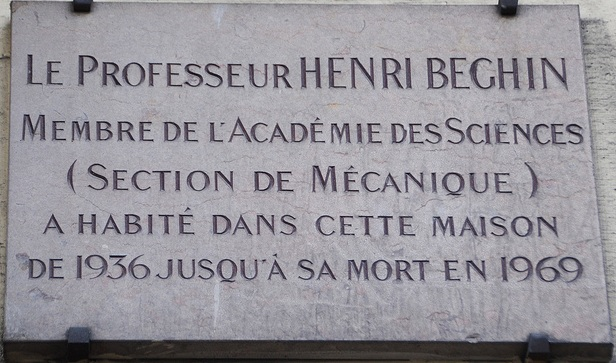
Plaque au no 42 boulevard Raspail (Paris), où il vit de 1936 à 1969.

Son père, ingénieur diplômé de l'École polytechnique, a démissionné de l’armée pour participer à la fondation de la société des chemins de fer du Nord.
Henri Béghin étudie à l’École normale supérieure (1894-1897), en même temps que Paul Montel, Henri Lebesgue, Paul Langevin, Charles Péguy, et à la faculté des sciences de Paris où il obtient les licences ès sciences physiques et mathématiques.
Il remplace Albert Châtelet dans la chaire de mécanique rationnelle et appliquée de la faculté des sciences de l'université de Lille en 1924 et, l’année suivante, il obtient la chaire de calcul différentiel et intégral laissée par Jean Chazy. Il assure aussi des exercices de mécanique rationnelle à l'Institut industriel du Nord (École centrale de Lille) jusqu'en 1929.
Il a donné des cours qui préparent les étudiants à l'École navale (1899-1908) et plus tard a enseigné la mécanique à l'École navale elle-même (1908-1921).
C’est un éminent théoricien qui s’entoure d’ingénieurs pour la réalisation de ses inventions.
Il achève ainsi à Lille un second type de compas gyrostatique de haute précision, asservi à une direction fixe, qui sera précieux pour le pilotage automatique en navigation aérienne et maritime, et il met au point un sextant gyrostatique et un repère zénithal destiné à être associé à un viseur de bombardement.
Il est nommé professeur à Paris en 1929. De 1941 à 1948 il est professeur de mécanique à l'École polytechnique.
Avec Gaston Julia, il écrit un livre d’exercices de mécanique en 1930-31.
C’est un précurseur : ainsi, en 1941, l’occupant lui ayant interdit de poursuivre ses recherches sur l’asservissement, il étudie alors l’alimentation des moteurs diesel en carburant pauvre, gaz et huile végétale.
Il est élu membre de l’Académie des Sciences en 1946.
Veuf, il se remarie avec une de ses anciennes élèves de Lille.
Son petit-fils est l’himalayiste Pierre Béghin, le premier Français et le troisième dans le monde à être parvenu en solitaire à plus de 8 000 mètres (lui-même Docteur ingénieur en mécanique).

## Autres références
1. ↑  Comité des amis de l'Institut, Programme du comité "les amis de l'Institut industriel du Nord de La France"  ; l'École actuelle ; l'administration actuelle de l'Institut industriel ; corps enseignant, Lille, Imprimerie Plateau, coll. « Association des ingénieurs de l'Institut industriel du Nord de la France », 1928, 28 p. (présentation en ligne, lire en ligne).